# Клара Адягаши
Клара Адягаши (угор. Agyagási Klára; 2 березня 1952, Озд, медьє Боршод-Абауй-Земплен, Угорщина) — угорський вчений-тюрколог, славіст, мовознавець, дослідник чуваської мови, доктор філології (з 2003), член Угорської академії наук, професор.

## Біографія

### Освіта та професійна діяльність
У 1979 році закінчила Сегедський університет, спершу навчалася на факультеті російської філології, потім вивчала алтаїстику. Після  закінчення університету продовжила роботу на кафедрі алтаїстики за запрошенням керівництва кафедри, що помітили в ні ще під час навчання  перспективного молодого науковця.
- З 1987 по 1991 — ад'юнкт на кафедрі російської мови, а з 1991 по 1994 — на кафедрі фіно-угрознавства Дебреценського університету імені Лайоша Кошута.
- У 1993—1994 роках пройшла стажування в університетах Німеччини та Італії. Клара Адягаші вчилася в Чуваському державному педагогічному інституті за програмою співпраці, вивчала чуваську мову в Чуваському науково-дослідному інституті.
- У 1993 році отримала звання PhD з філологічних наук, тема дисертації: «Ранній вплив російської мови на тюркські мови Поволжя».
- Доцент (з 1995 року), провідний фахівець з історії російської мови Інституту слов'янської філології при університеті Дебрецена.
- У 2003 році захистила академічну дисертацію на тему «Роль черемиського фактора в історичних змінах чуваської фонетичної системи». Доктор Угорської академії наук.

Нині працює завідувачкою кафедри Дебреценського університету, професор.
Головні напрямки досліджень як науковця: джерелознавство з чуваської та татарської мов; історична взаємодія тюркських, фіно-угорських і російських діалектів Середнього Поволжя; ранні російські запозичення в азербайджанську мову Поволжя; питання історичної діалектології російської мови; етногенез марійців.

#### Наукові праці
- Головний редактор наукової серії книг: «Studies in Linguistics of the Volga-Region».
- Українсько-російсько-угорський словник лінгвістичної термінології [Текст] / К. Адягаші [та ін.] ; Київ. нац. ун-т ім. Т. Шевченка. — Київ : Київ. ун-т, 2011. — 521.[6]
- Чувашское наследие Иосифа Папая: Фрагмент дневника, чувашский словник.
- Hungaro-tschuwaschica: Аннот. Библиограф. Указ. Исследований венгерских ученых XIX - XX вв. // Ю. Дмитриева, К. Адягаши; Ред. А. П. Хузангай, В. А. Прохорова; ЧГИГН, Шупашкар, 2001.